# Leptochilus flegias
Leptochilus flegias är en stekelart som först beskrevs av Giordani Soika 1938.  Leptochilus flegias ingår i släktet Leptochilus och familjen Eumenidae. Inga underarter finns listade i Catalogue of Life.